# Casa Roja (Trinidad y Tobago)
La Casa Roja (en inglés: The Red House) es la sede del Parlamento de la República de Trinidad y Tobago. El diseño arquitectónico de la Casa Roja es de estilo Beaux-Arts. El edificio original fue destruido en los disturbios de agua de 1903 y fue reconstruido en el año 1907. La Red House está situada en el centro dentro de la ciudad capital de Puerto España. Actualmente se utiliza como lugar de encuentro para el parlamento y las elecciones y para fines políticos.
En 1897, cuando Trinidad se preparaba para celebrar el Jubileo de Diamante de la reina Victoria, a los edificios se les dio una mano de pintura roja, y el público se refieró puntualmente a ellos a partir de entonces como la Casa Roja. Este antepasado directo de la actual Casa Roja se quemó el 23 de marzo de 1903.